# Jugoslavia ai Giochi della XV Olimpiade
La Jugoslavia ha partecipato ai Giochi della XV Olimpiade, svoltisi ad Helsinki, dal 19 luglio al 3 agosto 1952, con una delegazione di 87 atleti, di cui 10 donne, impegnati in 11 discipline, aggiudicandosi 1 medaglia d'oro e 2 medaglie d'argento.

## Medagliere

### Per discipline
| Sport       | Oro | Argento | Bronzo | Totale |
| ----------- | --- | ------- | ------ | ------ |
| Canottaggio | 1   | 0       | 0      | 1      |
| Calcio      | 0   | 1       | 0      | 1      |
| Pallanuoto  | 0   | 1       | 0      | 1      |
| Totale      | 1   | 2       | 0      | 3      |

### Medaglie
| Medaglia | Atleta                                                    | Sport       | Evento                 |
| -------- | --------------------------------------------------------- | ----------- | ---------------------- |
| Oro      | Duje Bonačić Velimir Valenta Mate Trojanović Petar Šegvić | Canottaggio | Quattro senza maschile |
| Argento  | Jugoslavia                                                | Calcio      | Torneo maschile        |
| Argento  | Jugoslavia                                                | Pallanuoto  | Torneo maschile        |

## Risultati

### Calcio
| Atleta | Classifica |                       |
| --- | --- | --------------------- |
| V · D · M Nazionale olimpica jugoslava · Calcio ai Giochi Olimpici Estivi 1952 1 Beara · 2 Stanković · 3 Crnković · 4 Čajkovski · 5 Horvat · 6 Boškov · 7 Ognjanov · 8 Mitić · 9 Vukas · 10 Bobek · 11 Zebec · 12 Cvetković · 13 Čolić · 14 Luštica · 15 Diskić · 16 Rajkov · 17 Čonč · 18 Firm · CT : Arsenijević | Argento |                       |
| Nazionale olimpica jugoslava · Calcio ai Giochi Olimpici Estivi 1952 | |                       |
| 1 Beara · 2 Stanković · 3 Crnković · 4 Čajkovski · 5 Horvat · 6 Boškov · 7 Ognjanov · 8 Mitić · 9 Vukas · 10 Bobek · 11 Zebec · 12 Cvetković · 13 Čolić · 14 Luštica · 15 Diskić · 16 Rajkov · 17 Čonč · 18 Firm · CT: Arsenijević                                                                                 | 1 Beara · 2 Stanković · 3 Crnković · 4 Čajkovski · 5 Horvat · 6 Boškov · 7 Ognjanov · 8 Mitić · 9 Vukas · 10 Bobek · 11 Zebec · 12 Cvetković · 13 Čolić · 14 Luštica · 15 Diskić · 16 Rajkov · 17 Čonč · 18 Firm · CT: Arsenijević | Jugoslavia (bandiera) |

### Pallanuoto
| Atleta | Classifica |                       |
| --- | --- | --------------------- |
| V · D · M Nazionale maschile jugoslava di pallanuoto · Giochi olimpici - Helsinki 1952 Amšel · Kovačić · Bakašun · Štakula · Ježić · Curtini · Vuksanović · Radonjić · Ivković · Brainović · Šiljak · CT : - | Argento |                       |
| Nazionale maschile jugoslava di pallanuoto · Giochi olimpici - Helsinki 1952 | |                       |
| Amšel · Kovačić · Bakašun · Štakula · Ježić · Curtini · Vuksanović · Radonjić · Ivković · Brainović · Šiljak · CT: -                                                                                         | Amšel · Kovačić · Bakašun · Štakula · Ježić · Curtini · Vuksanović · Radonjić · Ivković · Brainović · Šiljak · CT: - | Jugoslavia (bandiera) |